# Comtat de Foix (subregió)
|  | Per a altres significats, vegeu «Comtat de Foix». |

El Comtat de Foix (en occità Comtat  de Fois, també conegut, lattu sensu com a País de Fois ) és una petita regió històrica d'Occitània, amb capital a Foix. La seva extensió correspon aproximadament a la de l'històric comtat de Foix i actualment se situa totalment dins del departament de l'Arieja (a l'est).
Va ser un comtat occità independent creat al segle xi pel comte Bernat Roger de Foix, que posteriorment va esdevenir una província dins l'organització francesa de l'Antic Règim.
Segons la proposta de divisió territorial d'Occitània del diari Jornalet, basada en l'obra de Frederic Zégierman Le Guide des pays de France, el Comtat de Foix seria una subregió ubicada dins la regió del Llenguadoc, que contindria 6 parçans (comarques occitanes):
- Baix Arieja - Bassa Arièja
- Donasà - Donasan
- País de Foix - País de Fois
- Sabartès - Savartés
- Seron - Seron
- Vic de Sòs - Vic de Sòs

Altres classificacions proposen que el Seron es consideri una subcomarca que s'integri al País de Foix (País de Fois-Seron). Així mateix, el Baix Arieja sorgeix de la integració de dos comarques històriques: el Pedaguès (Pedagués) i l'Agarnaguès (Agarnagués).
Oficialment, totes les comunes del comtat de Foix estan situades al nord, centre, sud  i sud-est del departament francès de l'Arieja.